# Chariot à outils lunaire

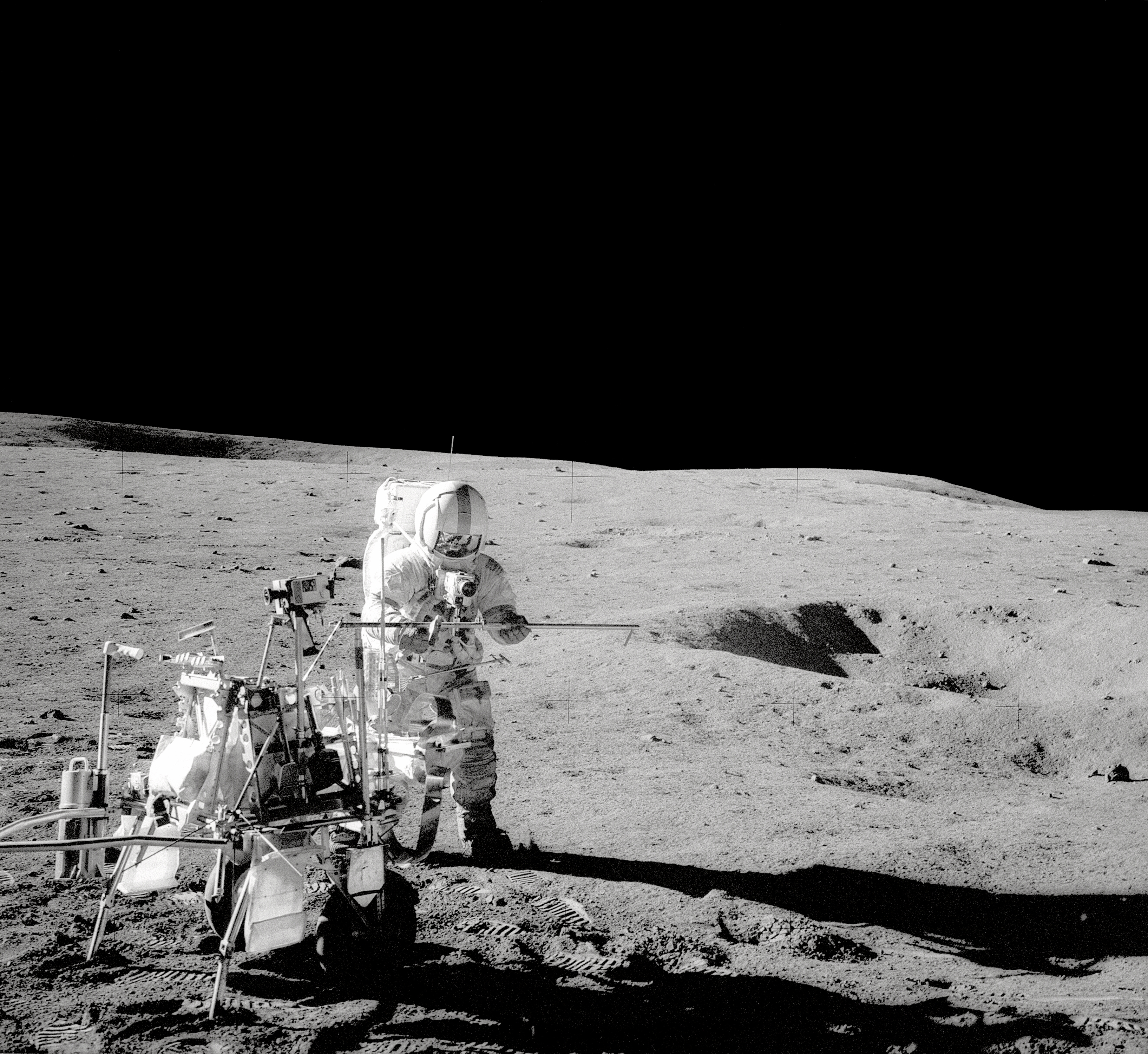
Shepard à côté du MET, au « point A » du trajet vers le Cone Crater.

Le chariot à outils lunaire, le MET (en anglais : Modular Equipment Transporter), ou encore lunar tool cart, est un chariot conçu par la NASA en 1970, pour aider les astronautes durant la mission Apollo 14 sur la Lune.
Le MET est un chariot à roues utilisé pour le transport de l'équipement et des échantillons de roches à la surface de la Lune. Équipé de deux pneus en caoutchouc, il pèse 8,2 kilogrammes et peut transporter jusqu'à 163 kilogrammes. Il a également fonctionné comme un établi portatif. 
Le chariot est tiré à la main grâce à une poignée située à l'avant, ce qui lui a valu d'être surnommé le « rickshaw » par les astronautes. Bien que décrite comme « adéquate », la performance du MET a déçu les astronautes Alan Shepard et Edgar Mitchell : pendant une des excursions, ils devaient en effet transporter le MET ensemble, car il était trop difficile de le tirer à travers le terrain lunaire accidenté. Le MET a été utilisé seulement pendant Apollo 14. 

## Fonction

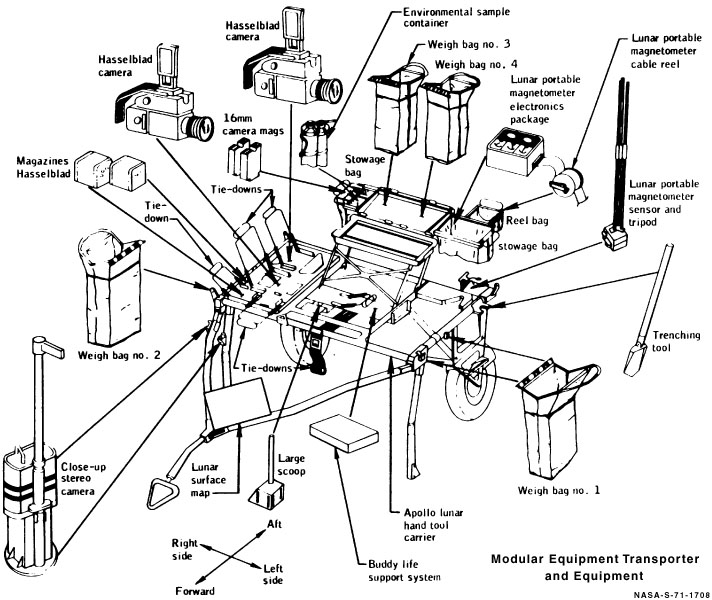
Le MET (Modularized Equipment Transporter).

L'objectif principal de la mission Apollo 14 était le Cone Crater. Le site précis d'atterrissage est planifié à environ un kilomètre au sud-ouest du cratère, car ses abords directs sont estimés trop accidentés et pentus. La longue marche jusqu'au cratère nécessite l'utilisation d'une remorque, le chariot à outils lunaire (MET), qui va faciliter le transport du matériel et la récolte des échantillons. Ce sera la première et la dernière fois que cette remorque sera utilisée, les missions suivantes offrant l'utilisation du rover lunaire.

## Utilisation lors de la seconde sortie extra-véhiculaire
Au temps de mission (GET) 131:08:13, le module lunaire est de nouveau dépressurisé, et Shepard et Mitchell posent à nouveau le pied sur la Lune pour exécuter l'objectif principal de la mission : récolter des échantillons près du Cone Crater et le long du trajet. Même si le LEM s'est posé le plus près possible du cratère, il reste environ 1 300 mètres à parcourir à pied, avec un dénivelé d'environ 100 m pour atteindre le bord du cratère.

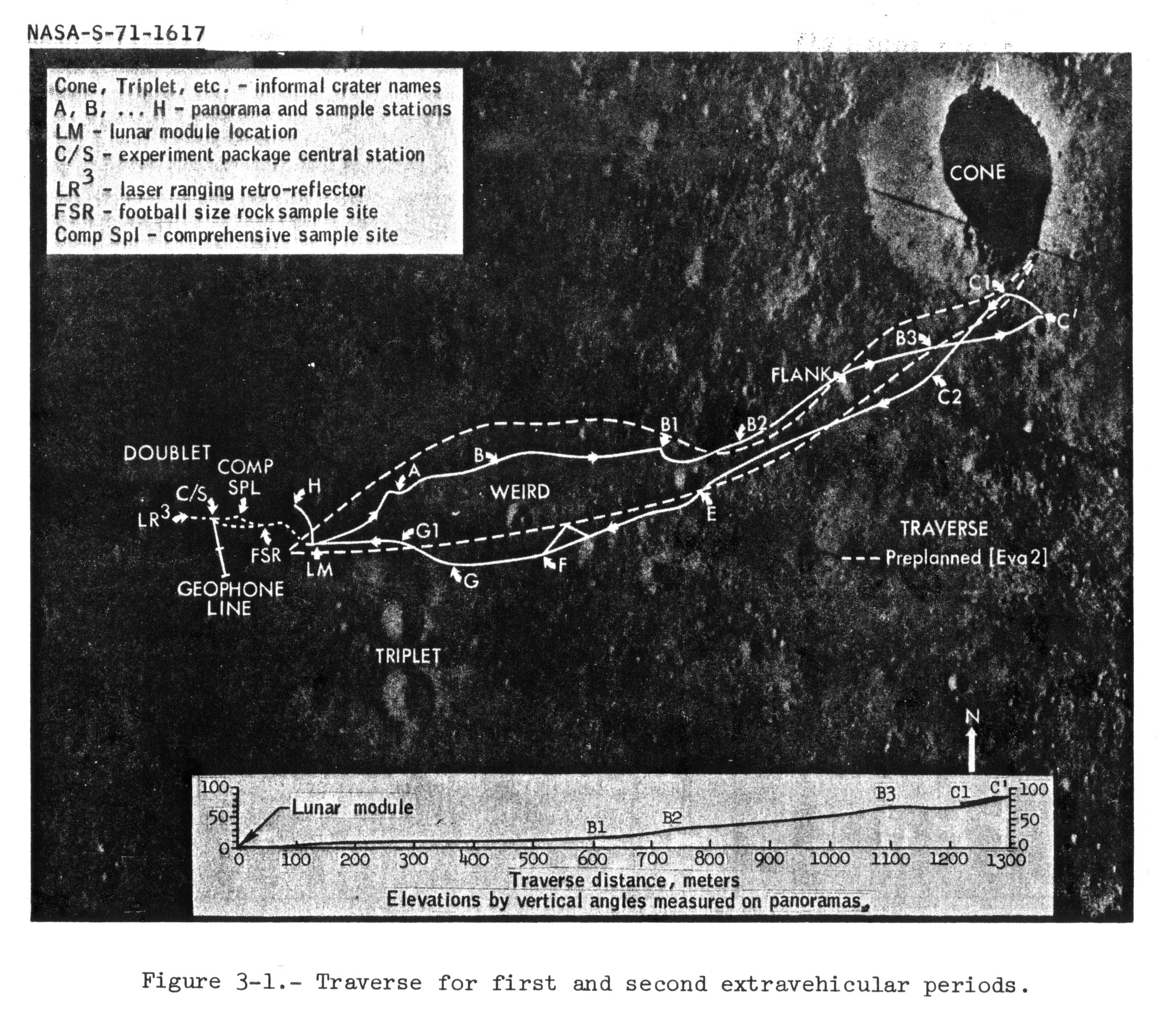
Trajet planifié (en pointillés) et reconstitué de l'excursion des astronautes vers le Cone Crater.

Le trajet n'était pas supposé poser de problèmes particuliers, mais les astronautes s'aperçoivent bientôt qu’atteindre leur objectif sera difficile. Le MET a tendance à rebondir dans tous les sens, obligeant les astronautes à adopter une marche « terrienne lente » et plus fatigante que les « sauts de kangourou », plus efficaces en faible gravité. De plus, la navigation vers l'objectif s'avère difficile : la plupart des points de repère qui devaient être utilisés pour la navigation se révèlent être dans des dépressions (le terrain étant fortement ondulé) et difficilement visibles, et la parfaite clarté du paysage dans ce monde sans atmosphère perturbe fortement l'estimation des distances parcourues ou restantes.
Les géologues avaient planifié deux sites où les astronautes devaient prélever des échantillons avant le Cone Crater : le « site A » (situé au nord du point B où les astronautes se sont réellement arrêtés) et le « site B » (un peu au nord ouest du point B1 réel, voir schéma). Au bout de 8 minutes de marche, les astronautes atteignent le point A, qu'ils pensent être le site A. Mitchell doit y faire une expérience de gravimétrie, qui s'avère délicate et longue à mener à bien. Le chargement du MET ayant duré une demi-heure, et les expériences et activités au point A 35 min, près d'une heure et quart a déjà été consommée sur le temps alloué de 4 h pour l'EVA, et ils ne sont en fait qu'à 150 m du LEM, et le cratère est encore à 1 000 m de distance.
Après encore 8 min de marche, les astronautes atteignent le point B, qu'ils pensent plus ou moins être le site B sans en être très sûr. En fait, ils sont près du site A planifié. Pour Fred Haise, le Capcom de la mission, les astronautes sont 15 min en retard sur leur planning alors qu'ils ont près d'une heure de retard. Une heure et demie après le début de l'EVA, le point B1 est atteint alors que les astronautes - toujours perdus - pensent avoir dépassé le cratère Flank et approcher du cratère. Le problème est que le Cone Crater est littéralement incorporé sur les flancs d'une colline, et ses bords ne sont pas surélevés, le rendant complètement invisible de loin et de dessous.
Arrivé au point B2, après 2 h d'EVA, Shepard pense être très près du bord du cratère, mais Mitchell a des doutes et essaie de persuader Shepard de continuer. Étant arrivé à la moitié du temps prévu pour l'EVA, Shepard est inquiet pour le temps de retour. Houston, pour sa part, indique aux astronautes de considérer que leur position actuelle est le bord du Cone Crater. Sur l'insistance de Mitchell, Shepard finit par obtenir une extension de 30 min du temps de l'EVA, augmenté à 4 h 30, et les astronautes continuent à gravir le flanc de la colline.

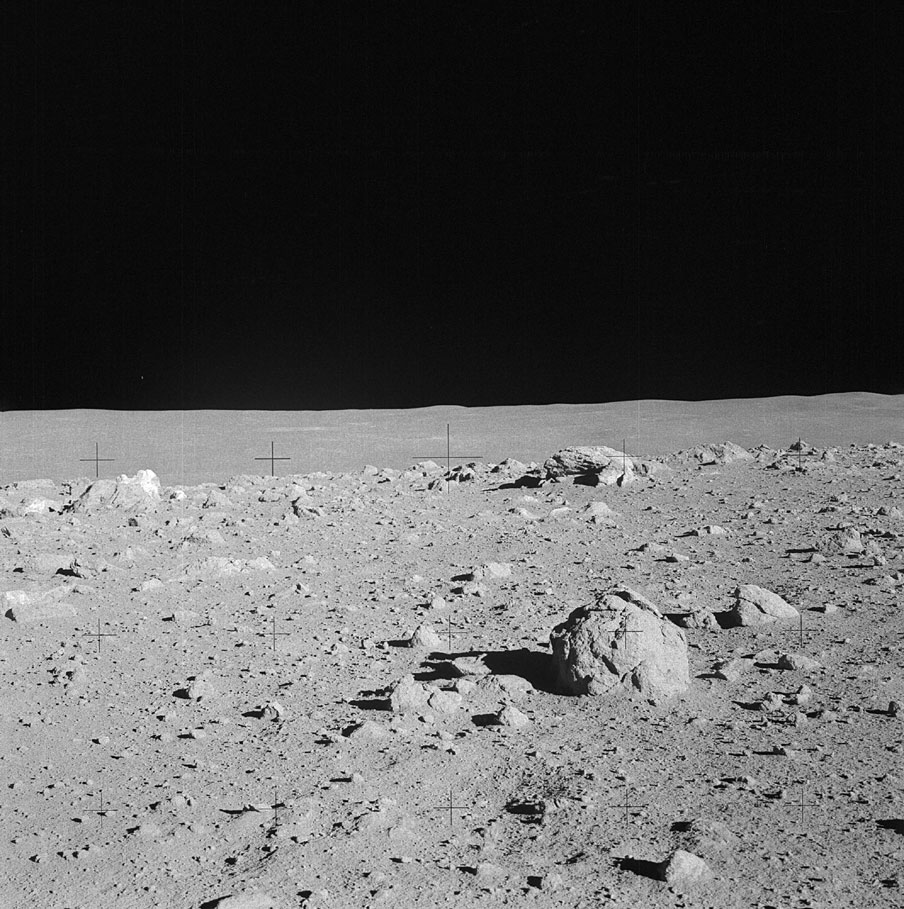
Débris et rochers, jonchant le sol près du point C1. Le bord du cratère est derrière l'horizon de cette photo, prise vers le nord.

Un quart d'heure plus tard, ils atteignent le point B3. À cet endroit, la vue est dégagée et sans accidents, mais toujours aucun signe visible du bord du cratère. Ils décident de progresser vers le nord-ouest, où la pente est la plus forte, alors que le cratère est en réalité au nord, en dessous d'eux, mais toujours invisible car le bord éloigné du cratère est plus bas que le bord proche. Toutefois, il devient évident qu'ils doivent être près du cratère car le sol est jonché de débris et de roches qui proviennent certainement de l'impact. À ce point, l'extension de 30 min a pratiquement été consommée. Conscients d'être près du but, et étant dans un site géologiquement riche, ils progressent encore jusqu'au point C’ où ils décident de faire demi-tour, sans avoir pu observer le spectaculaire cratère de 300 m de diamètre. Sur le retour, ils se rapprochent encore sans le savoir du cratère, jusqu'à la distance de 30 mètres, au point C1.
Le retour vers Antares se déroule sans encombre, celui-ci n'ayant jamais été perdu de vue, et la descente s'avère plus facile que la montée. Après avoir chargé près de 45 kg d'échantillons de roche lunaire dans le LEM, et avant de s'embarquer définitivement, Al Shepard s'accorde un petit divertissement : il sort deux balles de golf de sa poche, monte une tête de fer 6 sur le manche télescopique d'un collecteur d'échantillons, et exécute les premiers et à ce jour seuls swings lunaires. La première balle part jusqu'à 22 m et la seconde jusqu'à 36 m  (bien que Shepard commente son coup de manière exagérée « Miles and miles ! »). 
La deuxième sortie aura duré 4 h 35 min et la distance parcourue aura été de près de 3 km.
| GET       | Point   | Distance LEM | Durée       | Activités / Roches                                                          |
| --------- | ------- | ------------ | ----------- | --------------------------------------------------------------------------- |
| 131:08:13 | LEM     | 0            | -           | Dépressurisation de la cabine du LEM                                        |
| 131:13:00 | LEM     | 0            | -           | Sortie d'Alan Shepard                                                       |
| 131:46:00 | LEM     | 0            | -           | Départ vers le Cone Crater                                                  |
| 131:53:34 | A       | 150 m        | 32 min 38 s | Gravimétrie                                                                 |
| 132:34:22 | B       | 300 m        | 4 min 53 s  |                                                                             |
| 132:48:38 | B1      | 700 m        | 3 min 04 s  | Orientation                                                                 |
| 132:56:35 | B2      | 840 m        | 3 min       | « Big Rock », « old nameless »                                              |
| 133:14:25 | B3      | 1 280 m      | 1 min 24 s  |                                                                             |
| 133:21:57 | C prime | 1 500 m      | 16 min      | Point de demi-tour                                                          |
| 133:40:24 | C1      |              | 5 min 49 s  | « Saddle Rock »                                                             |
| 133:51:57 | C2      |              | 4 min       |                                                                             |
| 134:01:03 | E       |              | 1 min       |                                                                             |
| 134:06:39 | F       |              | 3 min       |                                                                             |
| 134:11:02 | G       |              | 36 min      |                                                                             |
| 134:49:23 | G1      |              | 2 min       |                                                                             |
| 134:55:00 | LEM     |              | 30 min      | Arrivée au LEM, récupération des expériences, chargement échantillons, golf |
| 135:42:54 | LEM     | 0            | -           | Repressurisation du LEM et fin de l'EVA                                     |

## Photos

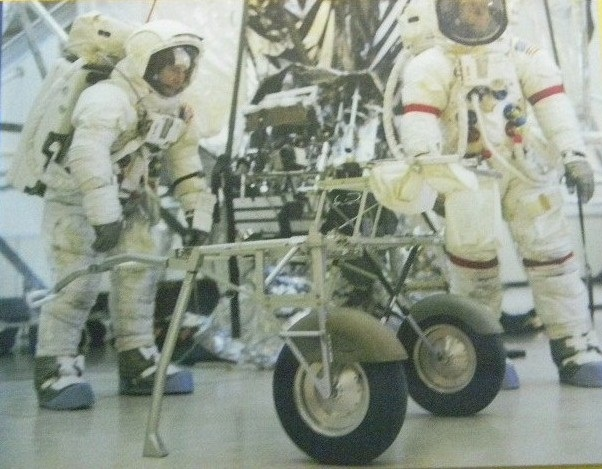
Alan Shepard et Edgar Mitchell à l'entraînement en salle.
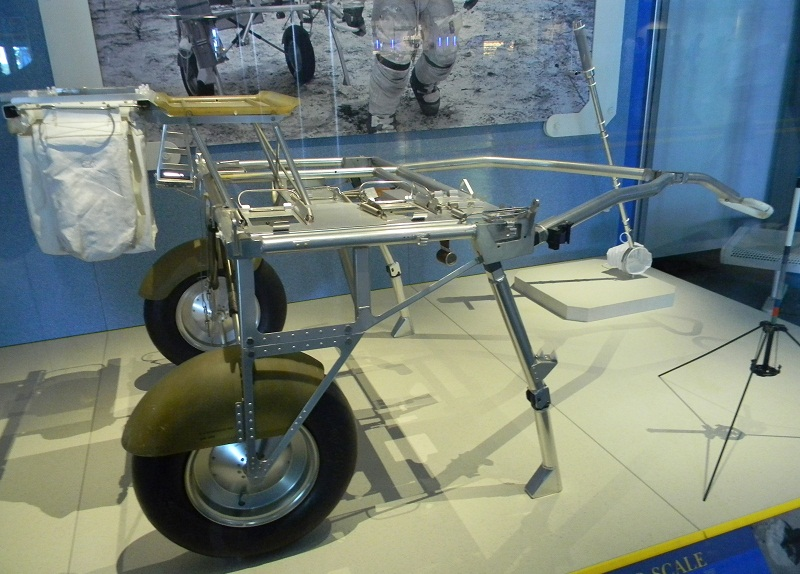
Exposition au Kennedy Space Center.
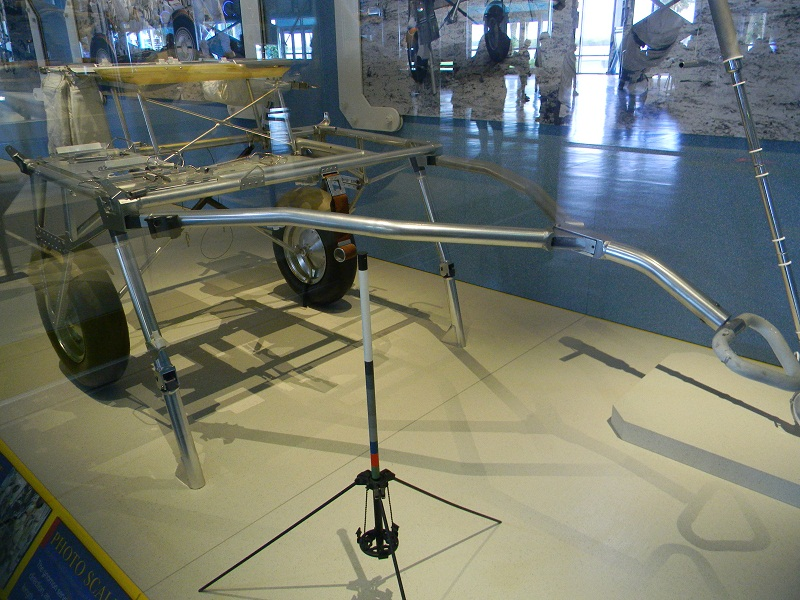
Exposition au Kennedy Space Center.
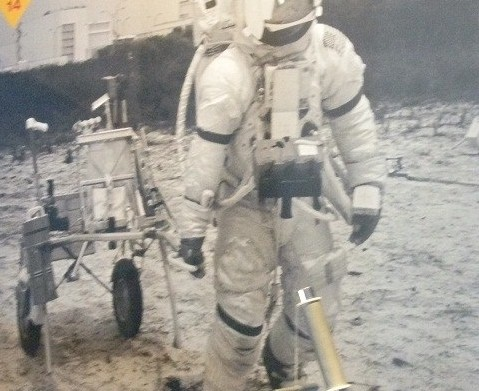
Alan Shepard à l'entraînement dans un champ.